# Бийская Грива
Бийская Грива (устар. Бийская грива) — горный хребет на северо-востоке Алтая. Высшая точка — гора Кубез (1555,3 метра над уровнем моря).
Административно хребет расположен на границе между Республикой Алтай и Кемеровской областью, а также частично в Алтайском крае.
Водораздел бассейнов рек Лебедь и Томь. Территория покрыта черневой тайгой. Ведутся заготовки съедобного папоротника — орляка и страусника.
27 апреля 2014 года в районе хребта зафиксировано землетрясение магнитудой 4,4, 7 апреля 2018 года — 2,5 балла.